# Huevos motuleños

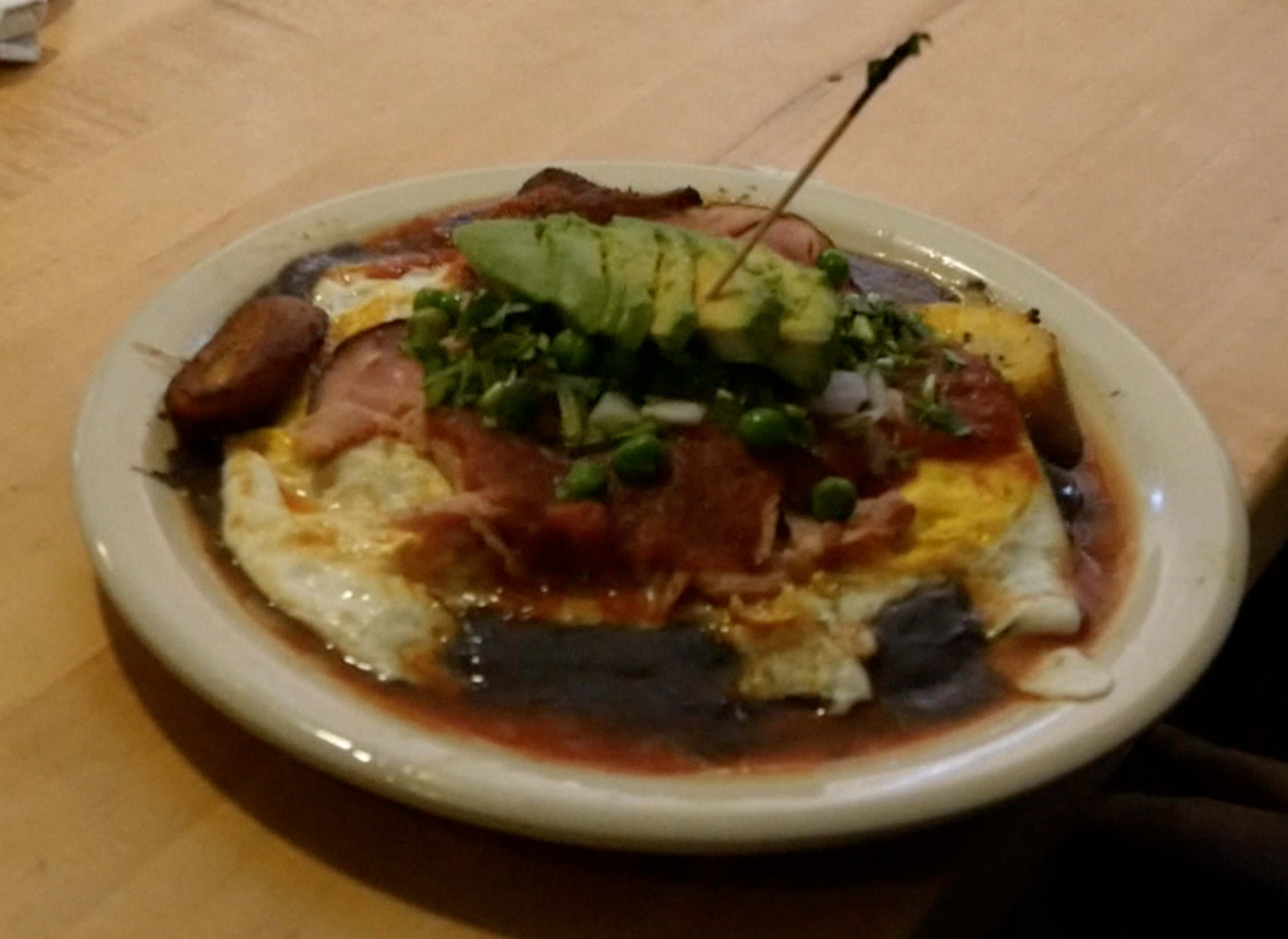
Huevos motuleños

Huevos motuleños – tradycyjne danie śniadaniowe kuchni meksykańskiej, złożone ze smażonej tortilli z czarną fasolą i jajka sadzonego polanego pomidorowym sosem i posypanego serem. Często podawane ze smażonymi zielonymi bananami.